# ラジシャヒ管区
ラジシャヒ管区（ラジシャヒかんく）はバングラデシュの最高の地方行政区域である管区の一つ。

## 地理
チッタゴン管区、クルナ管区と接し、西から北にかけてはインドとの入り組んだ国境を有する。面積は国内6管区の中で最大である。

## 歴史
8世紀頃から約400年間、インドパール王朝の支配を受けた。そのためパハールプール周辺には仏教寺院が数多く造られ17世紀頃まで仏教都市として機能した。しかし、現在ではイスラム教優勢である。

## 行政区画
1. ボグラ県（英語版）
2. ジョイプールハット県（英語版）
3. ナオガオン県（英語版）
4. ナトール県（英語版）
5. ナワバンジ県（英語版）
6. パブナ県（英語版）
7. ラジシャヒ県（英語版）
8. シラジガンジ県（英語版）

## 産業
マンゴーをはじめとするフルーツの生産で有名である。
北西部のディナジプール地区バラップクリアで中国の支援による石炭開発計画が進められており、石炭利用の火力発電（250MW）も計画されている。